# Gustav Köhler (General)

Generalleutnant Karl Heinrich Gustav Köhler (1818–1896)

Karl Heinrich Gustav Köhler (* 1. März 1818 in Lübben, Lausitz; † 29. September 1896 in Breslau) war ein preußischer Generalleutnant.

## Herkunft
Seine Eltern waren der Buchbindermeister in Lübben Gustav Köhler († 16. Oktober 1877) und dessen Ehefrau Julie Kotte († 27. Juli 1828).

## Leben
Er erhielt seine Schulbildung auf der höheren Bürgerschule in Lübben. Er trat nach seinem Abschluss am 16. Mai 1835 als Dreijährig-Freiwilliger bei der 4. Artilleriebrigade in Magdeburg in die Preußische Armee ein.  Vom 1. Oktober 1836 bis zum 30. September 1839 war er in die Vereinigte Artillerie- und Ingenieurschule abkommandiert. In dieser Zeit wurde er am 15. August 1837 zum Portepeefähnrich und am 21. September 1838 als Seconde-Lieutenant aggregiert.
Nach seiner Rückkehr wurde er am 7. Januar 1840 als Artillerieoffizier mit Patent zum 24. September 1838 einrangiert. Anschließend wurde er vom 1. Oktober 1842 bis zum 15. Juli 1845 an die Allgemeine Kriegsschule abkommandiert. Im Abschluss kam er vom 15. Juli 1845 bis zum 1. Oktober 1845 in das Kaiser-Alexander-Grendierregiment. Danach war er von 1847 bis 1852 als Lehrer an die Divisionsschule der 8. Division versetzt. In dieser Zeit wurde er vom 1. März bis zum 30. April 1850 als Adjutant zu General Radowitz abkommandiert.
Am 6. Mai 1852 kam er als Premier-Lieutenant in das 6. Artillerieregiment, von dort wurde er gleich bis zum 3. April 1855 in die topographische Abteilung des Großen Generalstabes abkommandiert. In dieser Zeit wurde er am 14. Dezember 1854 zum Hauptmann befördert. Nach seiner Rückkehr ins Regiment kam er am 27. Oktober 1856 als Adjutant in die 3. Artillerieinspektion.
Von dort kehrte er am 5. August 1858 als Batteriechef in das 6. Artillerieregiment zurück. Am 17. März 1863 erfolgte eine Versetzung in die 5. Artilleriebrigade. Am 6. Februar 1864 wurde er als Major in die 6. Artilleriebrigade versetzt und zum Artillerie-Offizier vom Platz in Danzig ernannt. Am 15. März 1866 wurde er unter Belassung dieser Stellung in die 1. Artilleriebrigade versetzt. Er stieg am 22. März 1868 zum Oberstleutnant auf und kam am 21. April 1868 als Kommandeur der reitenden Abteilung in das Feld-Artillerieregiment Nr. 2. Am 7. April 1870 wurde er als Kommandeur in das Niederschlesischen Feldartillerie-Regiments Nr. 5 in Glogau versetzt.
Während des Deutsch-Französischen Krieges war er vom 18. Juli 1870 bis zum 1. Juni 1871 Kommandeur der Korpsartillerie des V. Armeekorps. Während des Feldzuges kämpfte er bei
Weißenburg, Wörth, Sedan und am Mont Valerien sowie bei der Belagerung von Paris und den Gefechten bei Stonne, Valenton, Bonneuil, Petit Bicetre und Malmaison. Dafür erhielt er am 25. August 1870 das Eiserne Kreuz 2. Klasse und am 1. Januar 1871 auch das Eiserne Kreuz 1. Klasse. Er wurde am 18. Januar 1871 zum Oberst befördert und war vom 29. Januar bis zum 8. März 1871 Kommandant am Mont Valerien.
Nach dem Krieg kehrte er am 26. Oktober 1872 als Kommandeur in das Feld-Artillerieregiment Nr. 5 zurück. Aber am 6. Januar 1874 wurde er mit der Führung der 6. Feld-Artilleriebrigade beauftragt und dazu à la suite des Feld-Artillerieregiments Nr. 5 gestellt, am 30. April 1874 wurde er als Kommandeur bestätigt. Er erhielt am 17. Januar 1875 den Roten Adlerorden 3. Klasse mit Schleife und am 18. Januar 1875 die Beförderung zum Generalmajor. Am 15. September 1875 wurde er mit Pension zur Disposition gestellt, außerdem erhielt er noch den Roten Adlerorden 2. Klasse mit Eichenlaub.
Nach seinem Ausscheiden aus dem Dienst zog er nach Breslau, wo er am 29. September 1896 verstarb.

## Werke
Nach seiner Pensionierung war er auf den Gebieten des Kriegswesens und der Kriegsgeschichte schriftstellerisch tätig.
- Die Entwickelung des Kriegswesens und der Kriegführung in der Ritterzeit von der Mitte des 11. Jahrhunderts bis zu den Hussitenkriegen. 3 Bände. Breslau 1886 ff.  Band 1, Band 2, Band 3, Teil 1,Band 3, Teil 2
- Die Schlachten bei Tagliacozzo und Courtrai. 1893.Digitalisat
- Die Schlachten bei Nikopoli 1396 und bei Warna 1442. Breslau 1882.
- Geschichte der Festungen Danzig und Weichselmünde bis zum Jahre 1814, in Verbindung mit einer Geschichte der freien Stadt Danzig. Breslau 1893. Band 1, Band 2